# Xenon (マイクロプロセッサ)
Xenon（ゼノン）は、マイクロソフトのゲーム機であるXbox 360でCPUに使用されている、PowerPCベースのマイクロプロセッサである。

## 概要
このプロセッサの内部的なコードネームは、IBMによっては "Waternoose" 、マイクロソフトによっては "XCPU" と呼ばれた。このプロセッサはIBMのPowerPC命令セットアーキテクチャをベースとし、1つのダイの上の3つの独立したプロセッサコアにより構成される。これらのコアは、PlayStation 3専用に設計されたCellのPPEと同じアーキテクトDavid Shippy, Mickie Phippsにより同時期に開発され、XenonはCellより6週間早く完成された。それぞれのコアは2つのシンメトリックなハードウェアスレッド（SMT）を持ち、合計で6つのハードウェアスレッドをゲームで使用できる。それぞれの独立したコアは8KBのL1命令キャッシュと8KBのL1データキャッシュを持つ。
このプロセッサはパッケージングに "XCPU" とラベルされ、Charteredにより製造されている。Chartered は2007年に半導体製造プロセスを65nmに細分化し、製造コストを削減した。なお、2010年1月にCharteredが合併し、GLOBALFOUNDRIESが半導体製造を担当している。
なお"Xenon" の名称は、Xbox 360 の初期の開発時のコードネームとしても使用された。

## 仕様
- 90 nm プロセス[4]、65 nm プロセス（2007年より[5]、コードネーム "Falcon"）、45 nmプロセス（2010年より、Xenos GPUと統合された[6]）
- 165 百万のトランジスタ
- 3つのシンメトリックのコア（各コアは2つのSMTが可能、3.2GHz[4]）
- SIMD: VMX128（各コアに 2× (2×64 bit) レジスタファイル[4]）
- 1 MB L2 キャッシュ[4] （GPUによりロック可能）
- 12.8 GB/s L2 メモリ バンド幅
- 5.4 GB/s フロントサイドバス[4]